# پادشاهان، چکوال
پادشاهان (به انگلیسی: Padshahan) یک روستا در پاکستان است که در ناحیه چکوال واقع شده‌است.